# Plan Badajoz

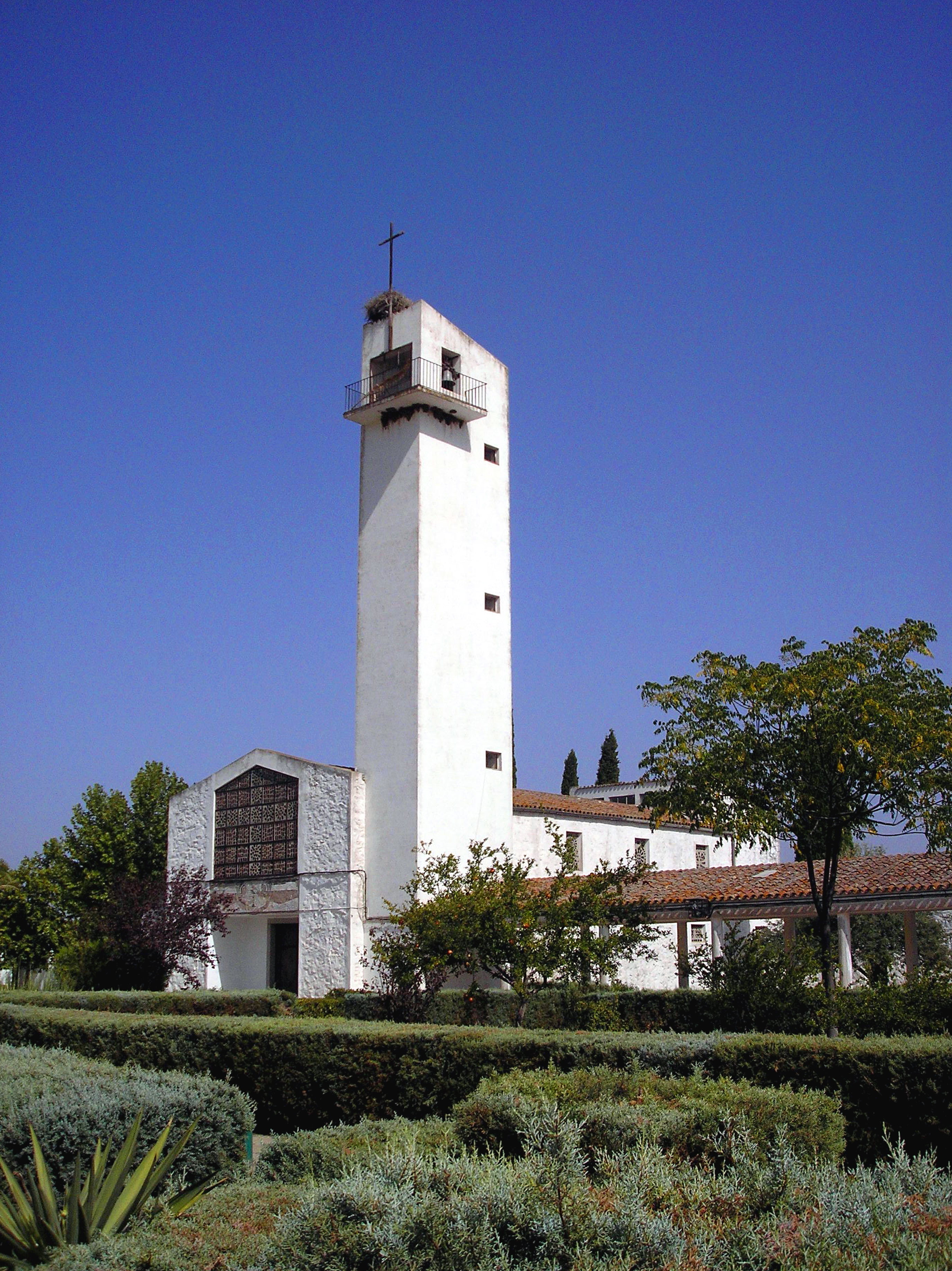
Lácara, en la provincia de Badajoz, fue uno de los pueblos creados ex novo como parte del Plan Badajoz.

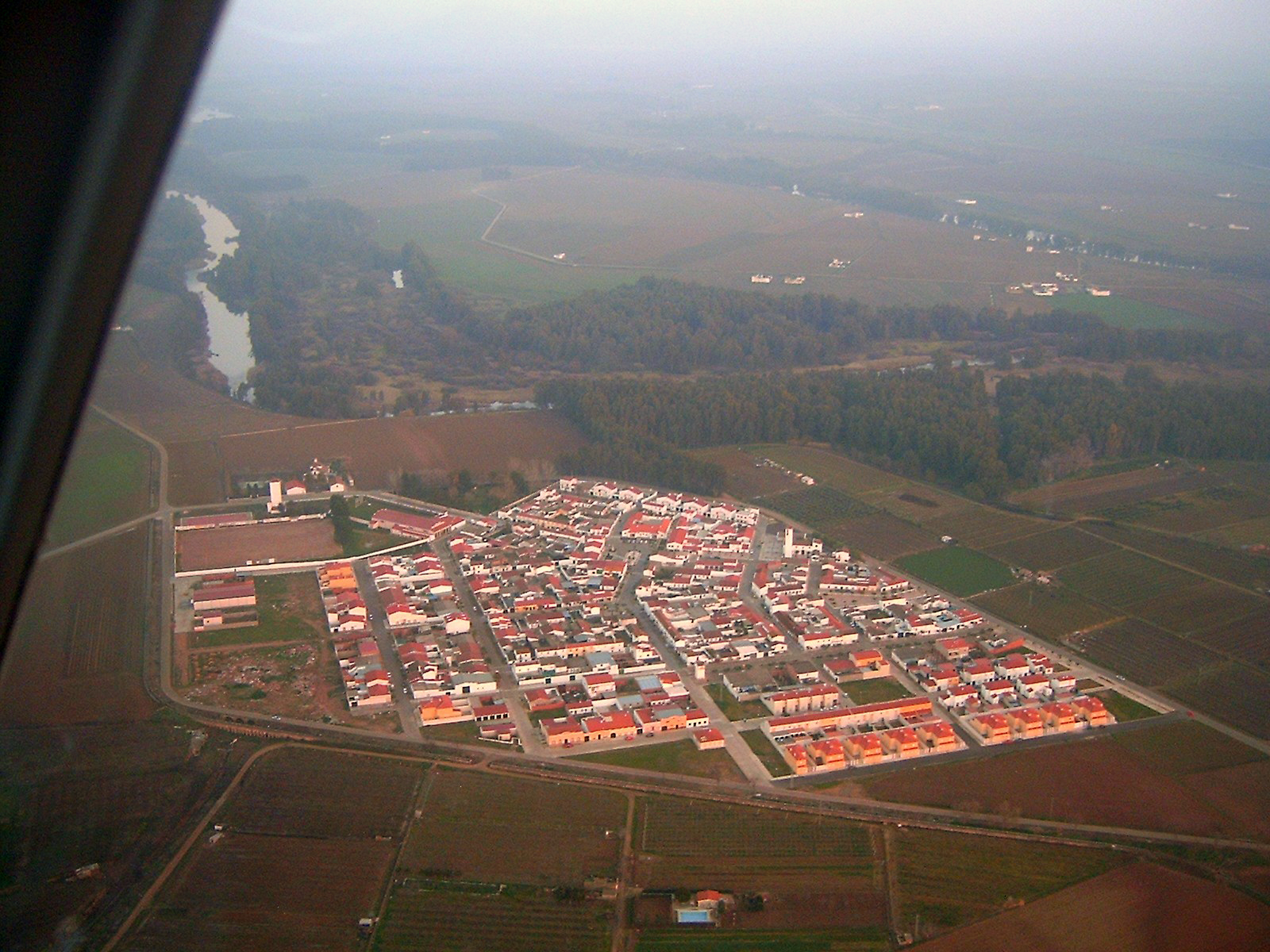
Barbaño, otra localidad pacense nacida con el Plan Badajoz.

El Plan Badajoz fue un conjunto de actuaciones ambiciosas de sucesivos gobiernos españoles, planteadas ya a principios del siglo XX (Plan Gasset), puestas en marcha durante la dictadura franquista y completadas por los primeros Gobiernos de la transición española (regadíos del Zújar), sobre la provincia de Badajoz (España). 
En realidad, tal denominación, se refiere más estrictamente al Plan de Transformación y Colonización aprobado por el gobierno de Francisco Franco en 1952 y destinado a dotar a la agricultura pacense de un sistema mejorado de electrificación, riego, proceso de fabricación y transformación y de comercialización de productos agrarios, teniendo como base el río Guadiana y como principal objetivo mejorar la producción y renta agraria de la provincia.

## Legislación
Por iniciativa del ministro de Agricultura de ideología falangista, Rafael Cavestany de Anduaga se tramita y aprueba la Ley de 7 de abril de 1952 sobre el Plan de obras, colonización, industrialización y electrificación de la provincia de Badajoz. El plazo inicial era de 14 años (1952–1965), pero luego se modificó en 1963 y de nuevo en 1971, extendiéndolo hasta 1975. Al retraso de las obras durante el régimen de Franco (que nunca pondría en marcha los planes de industrialización vinculados originariamente al Plan Badajoz) se añadió su ampliación por la margen izquierda de las Vegas, con el Plan Zújar.

## Obra social
La obra social más valiosa fue el movimiento de personas resultante de la distribución de 6000 viviendas familiares, para asentar a otros tantos colonos a los que junto con la vivienda se les proporcionó una parcela para que la cultivasen.
Entre las obras hidráulicas más visibles figuran los 3500 millones de metros cúbicos de capacidad de embalse en la cuenca del río Guadiana, con las presas principales del Cíjara, la de García de Sola (Puerto Peña), la de Orellana, la del Zújar y la de Montijo para regar más de 100 000 hectáreas. Se instalaron centrales hidroeléctricas con una potencia de 71 000 kilovatios.
Nacieron pueblos como Palazuelo, Puebla de Alcollarín, Zurbarán, Alonso de Ojeda, Los Guadalperales, Gargáligas, Valdivia, Entrerríos, Guadiana (del Caudillo), Valdelacalzada, Pueblonuevo del Guadiana, Sagrajas, Novelda del Guadiana, Gévora (del Caudillo), Valdebótoa, Alvarado, Vivares, Vegas Altas, Villafranco del Guadiana, San Francisco de Olivenza y San Rafael de Olivenza. Es cierto que la construcción de los embalses como el de García Sola anegó las vegas de algunos pueblos del norte de la provincia, lo cual tuvo un impacto en la posterior despoblación de estos municipios.

## Falta de industrialización
El aspecto más criticado del Plan Badajoz fue la insuficiente industrialización, si bien con relación al Plan se superaron las previsiones de fabricación de piensos compuestos, mataderos, desmotado de algodón, tejidos de algodón, cemento, motores, cervezas, enológicas (vino), oleícolas (aceite) y semoleras. En cambio, no se llegó al objetivo marcado en conservas vegetales (95 %), fertilizantes (91 %) y secaderos de productos vegetales (76 %).